# Ponte trasportatore Nicolás Avellaneda
Il ponte trasportatore Nicolás Avellaneda (in spagnolo: Transbordador del Riachuelo Nicolás Avellaneda) è un ponte trasportatore che attraversa il fiume Riachuelo e unisce il barrio porteño della Boca con quello di Isla Maciel della città di Dock Sud, nel partido di Avellaneda. Il ponte fu costruito tra il 1908 ed il 1914 ed è intitolato al presidente argentino Nicolás Avellaneda.

## Storia
La costruzione del ponte trasportatore fu decretata il 25 settembre 1908 e l'incarico dei lavori fu assegnato all'impresa ferroviaria anglo-argentina Ferrocarril del Sud. Fu inaugurato il 31 maggio 1914 e, vista la sua importanza, fu sottoposto al controllo governativo.
Con la costruzione nel 1940 del nuovo ponte stradale Nicolás Avellaneda a soli 100 metri di distanza, il trasportatore perse rapidamente la sua importanza. Nel 1960 fu chiuso definitivamente.
Durante le privatizzazioni del patrimonio industriale e ferroviario del 1993 volute dal presidente Carlos Menem, il ponte trasportatore rischiò di essere venduto e smantellato. Tuttavia in sua difesa si mobilitarono esponenti della cultura come lo scrittore Benito Quinquela Martín, l'architetto Carlos Pasqualini e associazioni storiche e comitati civici. Sventata la sua demolizione, a partire dal 2004 iniziarono ad essere pensati nuovi progetti per la riqualificazione della struttura, diventata nel 1995 Sito d'interesse culturale della città di Buenos Aires. Nel 1997 fu varato un piano dal costo di 1.200.000 US$ per il recupero del ponte trasportatore. Un ulteriore passo per la sua salvaguardia venne raggiunto nel 1999, quando fu proclamato monumento nazionale.
Il 28 settembre 2017 il ponte fu riattivato.

## Descrizione
Il ponte, realizzato in ferro, presenta una luce di 77,50 m. e un'altezza luce di 43,20 m. La piattaforma dedita al trasporto, di 8X12 m., era manovrabile sia dalla cabina di comando posta sulla piattaforma stessa sia da quella collocata sulla struttura del ponte.